# Pummelung
Pummelung är den andra EP:n av det estniska folk metal-bandet Metsatöll. Det gavs ut av Spinefarm 15 maj 2015. Albumet spelades in av bandet tillsammans med Keijo Koppel i RoundSound Studio i september-oktober 2013 och mixades/mastrades av Koppel tillsammans med Marko Atso i samma studio. Producent var Samuel Ruotsalainen tillsammans med bandet självt. Omslagsbilden är en detalj ur verket "Golden calf" (1990) av konstnären Jüri Arrak.
EP:n innehåller tre spår, två nyskrivna av Metsatöll, "Pummelung" ("Carouse") och "Vana jutuvestja laul" ("The song of an old storyteller") samt en cover av punkbandet J.M.K.E.:s låt "Külmale maale" ("To the cold land"). Texten till "Pummelung" är skriven av Markus Teeäär medan Lauri Õunapuu är textförfattare till "Vana jutuvestja laul". Covern har text och musik skriven av Villu Tamme. Bandets tidigare trummis Silver "Factor" Rattasepp översatte texter och titlar till engelska.

## Musiker

### Bandmedlemmar
- Markus "Rabapagan" Teeäär – sång, rytmgitarr
- Lauri "Varulven" Õunapuu – sång, säckpipa, flöjt, kantele
- Raivo "KuriRaivo" Piirsalu – bas, bakgrundssång
- Marko Atso – trummor, bakgrundssång

### Övrig medverkan
- Samu Ruotsalainen - producent
- Keijo Koppel - inspelning, mixning, mastring
- Jüri Arrak - omslagsbild

## Låtlista
Estniska titlar
1. Pummelung - 03:29
2. Vana jutuvestja laul - 04:15
3. Külmale maale (J.M.K.E.-cover) - 02:13

Översättning av titlarna till engelska, av Silver Rattasepp
1. Carouse
2. The song of an old storyteller
3. To the cold land